# تپه کوچک سرای
تپه کوچک سرای مربوط به هزاره اول قبل از میلاد است و در شهرستان همدان، بخش فامنین، روستای سرای واقع شده و این اثر در تاریخ ۱۱ شهریور ۱۳۸۲ با شمارهٔ ثبت ۹۸۷۸ به‌عنوان یکی از آثار ملی ایران به ثبت رسیده است.